# Hertha Klust
Hertha Klust (née le 2 juillet 1903 à Berlin – en 23 février 1970) est une pianiste allemande.

## Carrière
Hertha Klust se forme en tant que chanteuse (mezzo-soprano) puis travaille dès 1949 – malgré l'augmentation de sa surdité – comme répétitrice au Deutsche Oper Berlin, où elle forme plus tard des chanteurs, telle la soprano Pilar Lorengar. En salle de concert, elle se fait surtout un nom en tant qu'accompagnatrice. Outre Ernst Haefliger et Josef Greindl elle a collaboré avec le jeune Dietrich Fischer-Dieskau, prestations documentées par de nombreux enregistrements pour la radio et des disques dans les années 1950. Le premier concert conjoint est donné par Fischer Dieskau et Klust en juillet 1948 au Titania-Palast de Berlin, avec une légendaire interprétation du cycle de lieder « Die schöne Müllerin » de Franz Schubert, les derniers à la fin des années 1950.
En 1954, Hertha Klust a reçu le Berliner Kunstpreis.

## Discographie (sélection)
Avec Dietrich Fischer-Dieskau
- Brahms, Vier ernste Gesänge (1949, DG)
- Mahler, 3 Lieder extraits Des Knaben Wunderhorn (1952, EMI)
- Brahms, Die schöne Magellone, op. 33 (1953)
- Schubert, Winterreise (en concert, 1953)
- Schumann, Liederkreis, op. 35 (en concert, 1954)
- Beethoven, Six Lieder de Gellert, op. 48 et 7 Lieder de Goethe (1955, EMI)
- Schumann, Liederkreis, op. 24 et Der arme Peter, op. 53/3 (1956)
- Wolf, Lieder extraits du Italienisches Liederbuch, des Goethe-Lieder et des Mörike-Lieder (1948/53)

Avec Ernst Haefliger
- Liederabend : Lieder de Schumann, Schoeck, Kodály et Wolf (1958, DG)

Avec Josef Greindl
- Loewe, Ballades (1951, DG)
- Schubert, Die Winterreise (1957, DG)